# 戸島 (津山市)
戸島（としま）は岡山県津山市にある地名。郵便番号は708-0016。

## 地理
院庄地区の北端に位置し、北と東は田邑地区、西は鏡野町。

### 河川
- 戸島川

## 歴史

### 沿革
- 1889年6月1日 - 町村制施行により、西西条郡戸島村が同郡院庄村・神戸村と合併、院庄村となる。戸島村は大字戸島となる。
- 1900年4月1日 - 西西条郡が西北条郡、東南条郡、東北条郡と合併し、苫田郡となる。
- 1929年2月11日 - 院庄村が周辺の町村と合併し、市制施行し、津山市となる。

## 世帯数と人口
2021年（令和3年）1月1日現在の世帯数と人口は以下の通りである。
| 町丁 | 世帯数  | 人口  |
| ---- | ------- | ----- |
| 戸島 | 152世帯 | 351人 |

## 小・中学校の学区
市立小・中学校に通う場合、学区は以下の通りとなる。
| 番地 | 小学校             | 中学校               |
| ---- | ------------------ | -------------------- |
| 全域 | 津山市立院庄小学校 | 津山市立津山西中学校 |

## 交通

### 道路
- 国道、県道は走っていない

## 施設
- エディオン日笠商事
- マルイプロセスセンター
- 津山市立戸島学校給食センター
- 協同組合津山卸センター
- 富士フイルムビジネスイノベーション岡山津山営業所
- 両備システムイノベーションズ津山営業所
- 中国労働衛生協会津山検診所
- タカラスタンダード津山ショールーム